# Исчезнувшие населённые пункты Усть-Кутского района
Список исчезнувших населённых пунктов Усть-Кутского района Иркутской области, включая поглощённые городом Усть-Кутом.
К середине XX века в Усть-Кутском районе насчитывалось более 60 населённых пунктов, включая два национальных эвенкийских посёлка. К 2009 году их осталось 27, из которых часть нежилые либо по факту дачные.

## Бассейн Куты
От истока к устью:
- Пура — эвенкийский посёлок в верхнем течении Куты в устье Пуры (левого притока). Находился в 40 км (по прямой линии) север-северо-восточнее Бобровки, у места, где река резко поворачивает на север.
- Михе́ево — располагалось на правом берегу Куты в 2,5 км ниже Бобровки.
- Шипи́чная — располагалась на берегу Куты, между Михеевом и Максимовом.
- Вороши́лово — располагалось на левом берегу Куты, в районе нынешнего посёлка Янталя.

Населённые пункты при железнодорожных станциях и разъездах, с запада на восток:
- р-зд 625 км — располагался на правом берегу Купы, невдалеке от границы района и Мерзлотной. В 1989 году насчитывал 4 жителя[1]. В настоящее время разъезд ликвидирован.
- р-зд 632 км — располагался на правом берегу Купы. В 1989 году насчитывал 4 жителя[1]. В настоящее время здесь находится остановочный пункт 632-й км.
- р-зд 640 км — располагался на правом берегу Купы. В 1989 году насчитывал 4 жителя[1]. В настоящее время недалеко от этого места находится остановочный пункт 641-й км.
- р-зд 652 км — располагался на левом берегу Куты, в 2,5 км восточнее с. Каймонова, у железнодорожного моста через Куту. В 1989 году насчитывал 25 жителей[1]. Небольшое количество построек сохранилось и используется в настоящее время. Рядом находится остановочный пункт 652-й км.
- пос. при ст. Кута — располагался на левом берегу Куты, в 10 км юго-восточнее Янталя. В 1989 году насчитывал 11 жителей[1]. В настоящее время станция имеет статус разъезда (код 92701, законсервирован), жилых построек при ней нет. Остановочный пункт Кута.
- пос. при ст. Бермякино — располагался на левом берегу Куты, в 8,5 км юго-западнее западной оконечности Усть-Кута. В 1989 году насчитывал 11 жителей[1]. В настоящее время станция имеет статус разъезда (код 92702, законсервирован), на месте жилых зданий — садово-огородническое товарищество. Остановочный пункт 697-й км. (Не путать с дачным посёлком Бермякино у ручья Бермякина, о. п. 692-й км.)
- р-зд 699 км — располагался на левом берегу Куты, в 6 км юго-западнее западной оконечности Усть-Кута. В 1989 году насчитывал 5 жителей[1]. В настоящее время жилые здания не сохранились, при станции существует один двор с хозяйственными постройками. Остановочный пункт 699-й км.

Разъезды на Куте ликвидировались в связи с прокладкой второго железнодорожного пути на участке Тайшет—Лена.

## Верхний подрайон
Верхним подрайоном называется труднодоступная часть Усть-Кутского района южнее посёлка Туруки.
От Усть-Кута вверх по течению Лены:
- Ба́нная — располагалась на левом берегу. Сейчас — урочище Банных.
- Ри́га — деревня на правом берегу. Сейчас территория деревни используется фермерским хозяйством, строения не сохранились.
- Аи́кта — эвенкийское стойбище в устье одноимённого ручья на реке Таюре. Располагалось в 22 км от деревни Омолой на Лене, связано с Омолоем пешим путём через перевал Мельников.
- Па́вловская — располагалась на правом берегу на полпути между Омолоем и Боярском.
- Ско́книна — располагалась на левом берегу у устья реки Селенги.
- Зе́хина — располагалась на левом берегу.
- Седуно́ва — располагалась на левом берегу в устье реки Нижней Кытымы, напротив села Тарасова. Упоминается в документах с 1689 года. Основатель — Мишка Иван Седунов (деревню также называли Седуновкой). В 1723 году насчитывалось 3 двора[2].
- Высо́кова — располагалась на левом берегу. Основана Якушкой Григорьевым Высоковым как станция на ямском тракте, упоминается с 1684 года. В 1723 году в деревне был один двор[2].
- Пуля́ева — располагалась на правом берегу, вблизи деревни Жемчугова, чуть ниже по течению Лены.
- Пота́кина — располагалась на левом берегу, напротив деревни Орлинги и устья одноимённой реки.

Большинство населённых пунктов (кроме Аикты) были основаны как станции на зимнем ямском тракте из Иркутска в Усть-Кут.

## Бассейн Лены ниже Усть-Кута
От Усть-Кута вниз по течению Лены:
- Короли́ха — посёлок на одноимённой речке (притоке Лены). Располагался в 6 км северо-западнее с. Подымахина. В 1989 году насчитывал 84 жителя[1].
- Бори́сова — деревня на правом берегу берегу. Располагалась напротив посёлка Казарки. Упоминается с 1699 года, основатель — Бориска Артемьев сын Ксёнов. В 1723 году насчитывала 2 двора[2].
- Маёвка — полустанок на левом берегу, располагалась в месте, где нынешняя дорога Усть-Кут — Верхнемарково сворачивает налево от русла Лены вглубь тайги.
- Коку́й — деревня, располагавшаяся по обоим берегам, на так называемом Кокуйском колене. Сохранилось кладбище с двумя надмогильными крестами, остатки строения на правом берегу. Место проведения археологических раскопок.
- Миро́нова — деревня на правом берегу, напротив устья ручья Бочакты.
- Конец Лу́г — деревня на левом берегу, вблизи села Назарова выше по течению (по другую сторону луга).
- Каса́ткина — деревня на правом берегу, на полпути из Назарова в Верхнемарково. Нежилая с 1950-х гг.
- Матве́ево — деревня на левом берегу, вблизи посёлков Верхнемарково и Заярново.
- Мы́сова — деревня на левом берегу, в 8 км ниже посёлка Верхнемарково.

## Расположение не уточнено
- Ду́дкино (ранее Ду́ткина) — деревня. Упоминается с 1699 года, основатель — Фетька Иванов Дутки. В 1723 году насчитывала два двора[2].
- Закобе́нино (также Дя́дина) — деревня. Упоминается с 1699 года, основатель — Фетька Козмин Дядин. В 1723 году насчитывала два двора[2].
- Синюшкина — деревня. Основана в 1663 году Ивашко Дмитриевым Синюшкиным. В 1723 году был 1 двор[2].

## Включены в состав Усть-Кута
- Ка́рпово (другое название Пано́во) — деревня на левом берегу Куты, в 6 км выше устья. Включена в состав Усть-Кута во второй половине XX века. Ныне посёлок Карпово микрорайона Кирзавода в составе города.
- Усо́льская дёре́вня (Усо́лье, Сользаво́д) — располагалась на правом берегу Куты, в 5 км выше устья. Включена в состав Усть-Кута, полностью перестроена (старые здания не сохранились). Ныне посёлок Курорт в составе города.
- Зыря́новка — деревня на правом берегу Лены напротив устья Куты. Включена в состав города.
- Осетро́во — рабочий посёлок на левом берегу Лены. Включён в состав Усть-Кута в 1954 году. Полностью перестроен. Сейчас на его месте располагаются центральные микрорайоны Усть-Кута.
- Балахня́ — деревня, поглощена Усть-Кутом при строительстве порта Осетрово. Находилась в месте нынешнего Северного (ранее Восточного) грузового района. Упоминается с 1723 года, тогда в деревне был один двор. Прежнее название — Балахонская[2].
- Якури́м — рабочий посёлок на левом берегу Лены в устье речки Якурим. Деревня Якуримская упоминается в документах с 1699 года. Посёлок включён в состав Усть-Кута в 1995 году. Сейчас микрорайоны Якурим и Мостоотряд в составе города.